# Obstetrícia

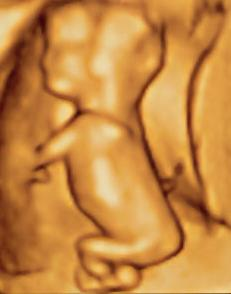
Imatge d'un fetus

L'obstetrícia és una especialitat mèdica relacionada amb la salut de l'aparell reproductor de la dona. Està molt relacionada amb la ginecologia, que s'encarrega de l'estudi dels òrgans reproductors femenins mentre la dona no està gestant. L'obstetre/a s'encarrega de tenir cura de la gestació, des del moment de la fecundació fins al part i puerperi, aquests inclosos. Tot i ser originalment dues especialitats, sovint es combinen en una sola per a tenir cura de tot l'espectre de patologia dels òrgans sexuals femenins, ja estigui la dona embarassada o no.